# 푸르나스 화산
푸르나스 화산(Furnas volcano)은 포르투갈의 상미겔섬 포보아상에 있는 화산으로, 온천이 많다. 이 화산은 상미겔섬을 구성하는 3개의 대형 화산 중 하나이다. 1630년의 대분출에 의하여 칼데라 안에 다시 칼데라가 생겼다. 지금도 화산 활동을 계속하고 있지만, 대체로 온천 등 지열 활동이 나타난다.
이 지역의 인구 수는 1,439명이며 면적은 34.43 제곱 킬로미터이다.